# David Lapuch
David Lapuch (* 30. Oktober 1987 in Graz) ist ein österreichischer Filmregisseur und Drehbuchautor.

## Leben
Sein erstes Projekt verwirklichte Lapuch mit 17 Jahren. Im Jahr 2014 feierte sein Debüt-Spielfilm „Adam“ mit Pia Hierzegger, Wolfram Berger und Reinhard Nowak in den österreichischen Kinos Premiere.
Nach einer Vielzahl an Festival-Teilnahmen gewann er im Jahr 2023 den Diagonale-Preis für den besten Kurzspielfilm für seinen Film „Cornetto im Gras“. Mit diesem Film wurde Lapuch für den österreichischen Filmpreis 2024 in der Kategorie „Bester Kurzfilm“ nominiert.
2023 war er beim This Human World Festival für internationale Menschenrechte Teil der „exp:an:ded shorts“ Jury. 
2024 war er Mitglied der nationalen und internationalen Jury des Filmfestival Kitzbühel.
Seit 2024 ist er Mitglied des Filmbeirates im Bundesministerium für Kunst, Kultur, öffentlichen Dienst und Sport Österreich (BMKÖS).

## Filmografie
- 2007: Das Leben ist ein Traum (Kurzspielfilm ca. 40 min; Drehbuch, Regie)
- 2009: Leise rieselt der Schnee (Kurzspielfilm ca. 40 min; Drehbuch, Regie)
- 2010: Tage ohne Morgen[7] (Kurzspielfilm ca. 40 min; Drehbuch, Regie)
- 2011: Hinterland[8] (Kurzspielfilm ca. 43 min; Drehbuch, Regie)
- 2012: Strange Loop (Kurzspielfilm ca. 25 min; Drehbuch, Regie)
- 2014: Adam[9] (Spielfilm; Drehbuch, Regie, Schnitt)
- 2019: Das Bild im Haus[10] (Kurzspielfilm; ca. 42 min; Drehbuch, Regie, Schnitt)
- 2021: Paul Plut: B320[11] (Musikvideo; Drehbuch, Regie, Schnitt)
- 2022: Kurz nach Schalling unterm Berg[12] (Kurzspielfilm ca. 42 min; Drehbuch, Regie, Schnitt)
- 2023: Cornetto im Gras[13] (Kurzspielfilm ca. 30 min; Drehbuch, Regie)

## Auszeichnungen
Hollywood Blood Horror Award 2020
Best Feature für Das Bild im Haus
IndieX Film Fest 2020
Best Short / Best Horror Short für Das Bild im Haus
Weyauwega International Film Festival 2022
Robert Bloch Award für Kurz nach Schalling unterm Berg
Festival of Nations 2023
Best Austrian Film für Cornetto im Gras
Diagonale 2023
Bester Kurzspielfilm für Cornetto im Gras
Shortynale Filmvestival Klosterneuburg 2024
Publikumspreis für Cornetto im Gras

## Festivalteilnahmen (Auswahl)
- 2019: Diagonale: Das Bild im Haus[18]
- 2019: Polish International Film Festival: Das Bild im Haus
- 2019: Carcosa Film Festival: Das Bild im Haus
- 2019: HP Lovecraft Film Festival: Das Bild im Haus[19]
- 2020: Weyauwega International Film Festival: Das Bild im Haus
- 2020: IndieX Film Fest: Das Bild im Haus
- 2022: Diagonale: Kurz nach Schalling unterm Berg[20]
- 2022: Hofer Filmtage: Kurz nach Schalling unterm Berg[21]
- 2023: Diagonale: Cornetto im Gras[22]
- 2023: Hofer Filmtage: Cornetto im Gras[23]
- 2023: Filmfestival Kitzbühel: Cornetto im Gras[24]
- 2024: Independent Days Karlsruhe: Cornetto im Gras
- 2024: Österreichischer Filmpreis: Cornetto im Gras[25]
- 2024: Shortynale Filmvestival Klosterneuburg: Cornetto im Gras[17]